# 조선민주주의인민공화국의 지리

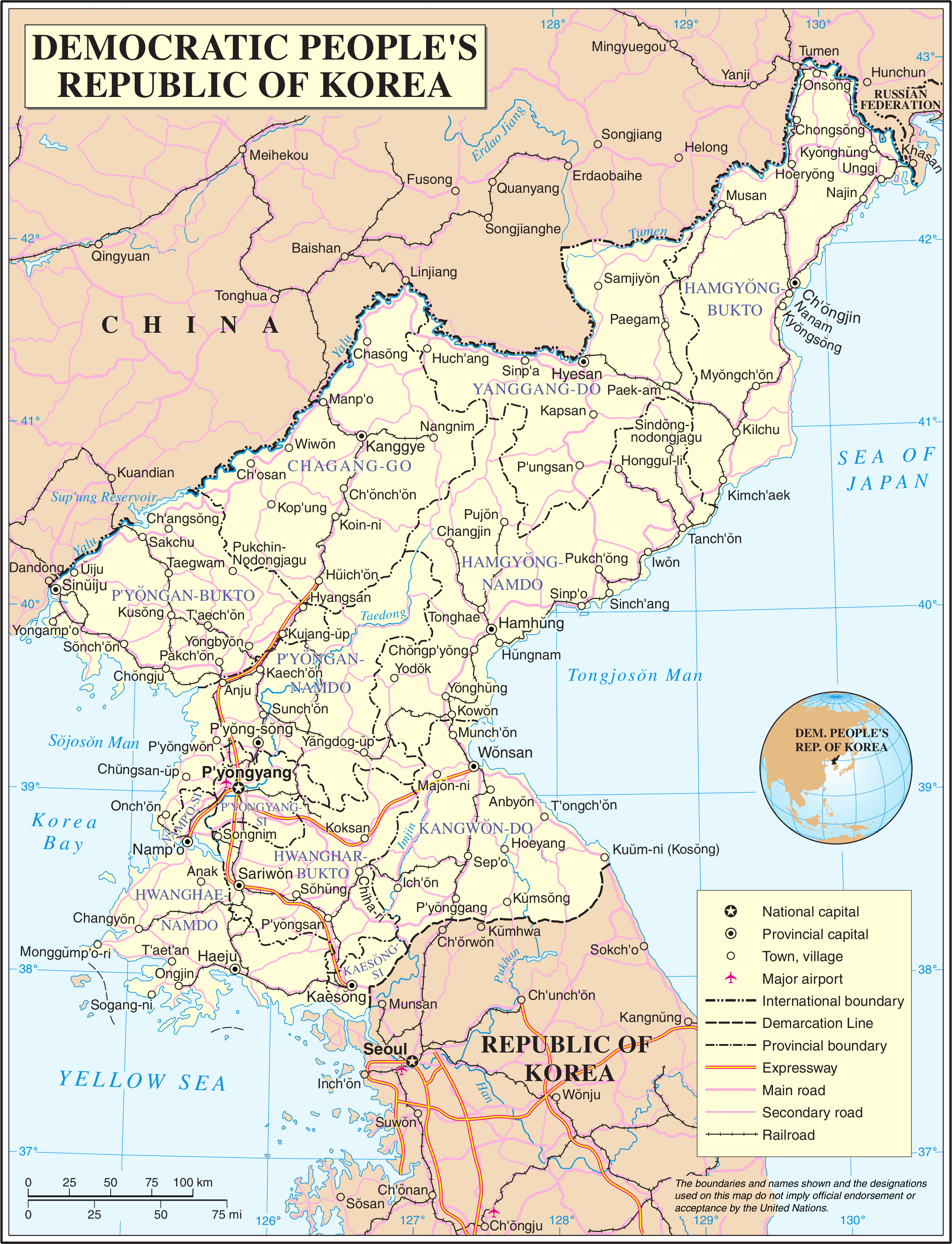
조선민주주의인민공화국 지도

조선민주주의인민공화국은 한반도의 북쪽 절반인 동아시아에 위치해 있다. 압록강을 따라 중국, 두만강을 따라 러시아, 남쪽으로 대한민국의 세 나라와 국경을 접하고 있다.

## 지형 및 배수

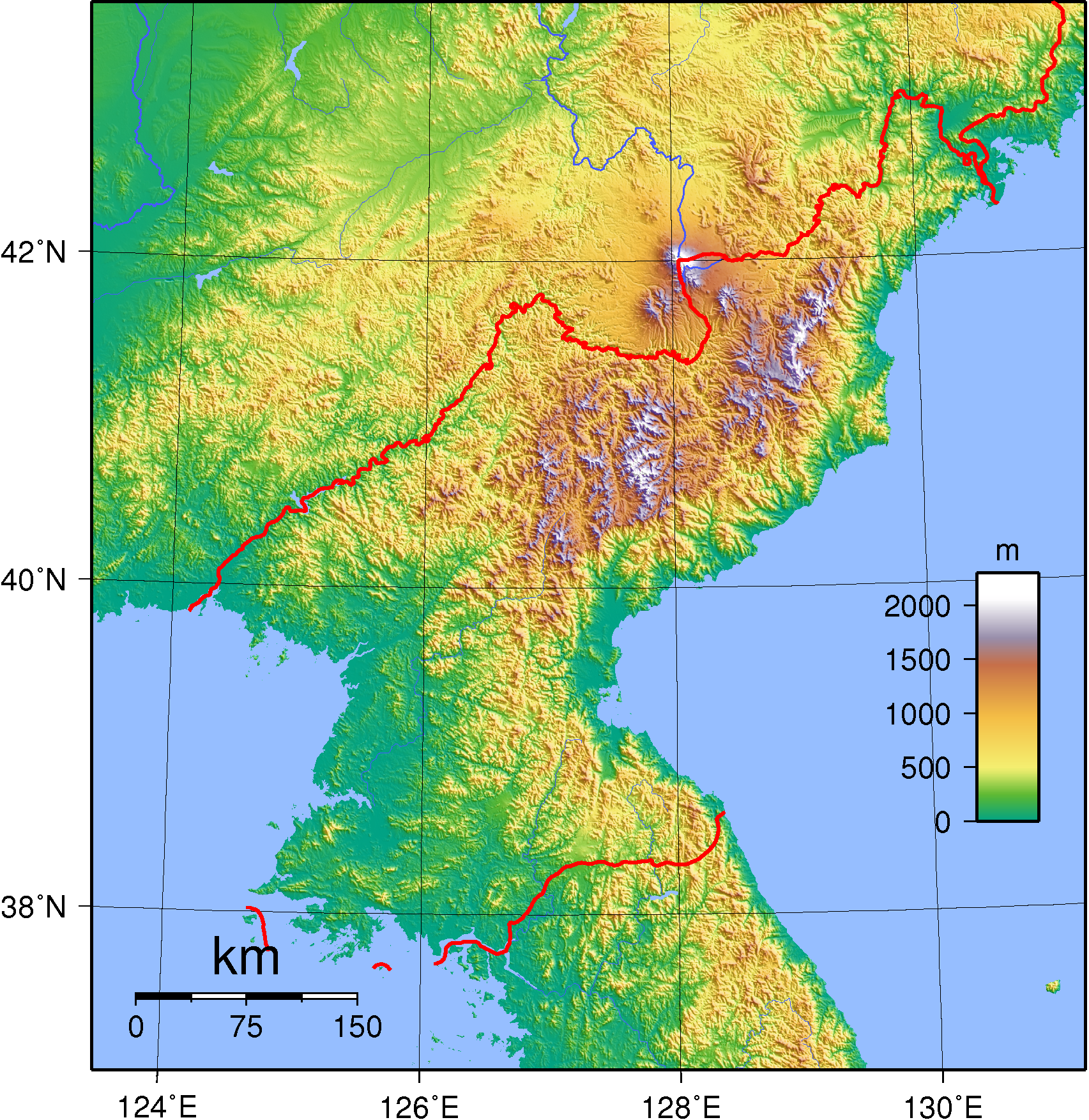
조선민주주의인민공화국의 지형

조선민주주의인민공화국의 지형은 대부분 깊고 좁은 계곡으로 분리된 언덕과 산으로 이루어져 있다. 해안 평야의 경우, 서쪽은 넓고 동쪽은 불연속적이라는 특징을 갖고 있다.
한국을 방문한 초기 유럽인들은 한반도를 가로지르는 많은 산맥 때문에 한국이 "강렬한 강풍 속의 바다"와 닮았다고 말했다. 조선민주주의인민공화국 국토의 약 80%가 산과 고지대로 이루어져 있으며, 한반도의 해발 2,000m 이상의 산이 모두 조선민주주의인민공화국에 위치해 있다. 이로 인해 인구의 대다수는 평야와 저지대에 산다.
백두산은 해발 1,400m에서 2,000m 사이의 현무암 용암 고원이 있는 만주 근처의 화산이다. 함경산맥은 한반도의 가장 북동쪽에 위치하고 있으며, 관모봉을 포함하여 약 2,541m의 높은 봉우리가 존재한다.
다른 주요 산맥으로는 랑림산맥과 강남산맥, 태백산맥이 있다. 랑림산맥의 경우, 조선민주주의인민공화국의 중북부에 위치하고 남북 방향으로 뻗어 있어 동부와 서부의 소통이 다소 어렵다는 특징이 있다. 강남산맥은 조선민주주의인민공화국과 중국의 국경을 따라 이어진다. 한국까지 뻗어있는 태백산맥에 있는 금강산은 경치가 아름답기로 유명하다.
조선민주주의인민공화국의 평야는 대부분 작다. 조선민주주의인민공화국의 평야 중 가장 넓은 지역은 평양과 재령군으로 약 500km2정도이다. 동해안의 산들은 바다와 이어지기 때문에, 서해안보다 평야가 작다.
조선민주주의인민공화국 북부와 동부의 산맥은 서쪽 방향으로 흘러 서해와 한반도로 흘러드는 대부분의 강들의 분수령을 형성한다. 가장 긴 강은 압록강으로 790km이며, 두만강은 동해로 흘러드는 몇 안 되는 주요 강 중 하나로 521km(324mi)이다. 두만강은 두 번째로 긴 강이지만 산악 지형 때문에 85km(53mi)만 항해할 수 있다.
세 번째로 긴 강인 대동강은 평양을 통과하며 397km 중 245km를 항해할 수 있다. 조선민주주의인민공화국의 지각은 안정된 편이라 대부분의 호수 크기가 작다. 이웃 일본이나 중국 북부와는 달리 조선민주주의인민공화국은 심각한 지진을 거의 경험하지 않는다. 또한 조선민주주의인민공화국에는 천연 온천이 124개나 있다고 한다.

## 기후

쾨펜의 기후 구분 구역의 조선민주주의인민공화국 지도

조선민주주의인민공화국은 사계절이 뚜렷한 대륙성 기후와 해양성 기후가 공존한다. 쾨펜의 기후 구분에 따라 습윤 대륙성 기후로 분류되며, 여름에는 따뜻하고 겨울에는 춥고 건조하다. 여름에는 짧은 장마철이 존재한다.
조선민주주의인민공화국의 긴 겨울은 시베리아 북풍 및 북서풍으로 인해 눈보라가 휘몰아치는 혹독한 추위를 띈다. 평양의 경우, 1월의 평균 최고기온과 최저기온은 각각 -3도와 -13도이다. 평균적으로, 겨울 중 37일 간 눈이 내리며 북부 산악 지역의 겨울은 더욱 춥다.
조선민주주의인민공화국의 여름은 태평양의 습한 공기와 남동부 계절풍 때문에 덥고 습하며 비가 온다. 봄과 가을은 온화한 기온과 변덕스러운 바람이 특징이며 사계절 중 가장 쾌적하다. 8월, 평양의 일평균 최고기온과 최저기온은 각각 29도와 20도이다.
평균적으로 전체 강수량의 약 60%가 6월에서 9월 사이에 발생한다. 이로 인한 자연 재해에는 심각한 홍수나 늦봄의 가뭄이 있다. 평균적으로 , 태풍은 매년 여름이나 초가을에 온다. 조선중앙통신에 따르면, 2015년 6월에는 100년 만에 최악의 가뭄이 있다.

## 환경

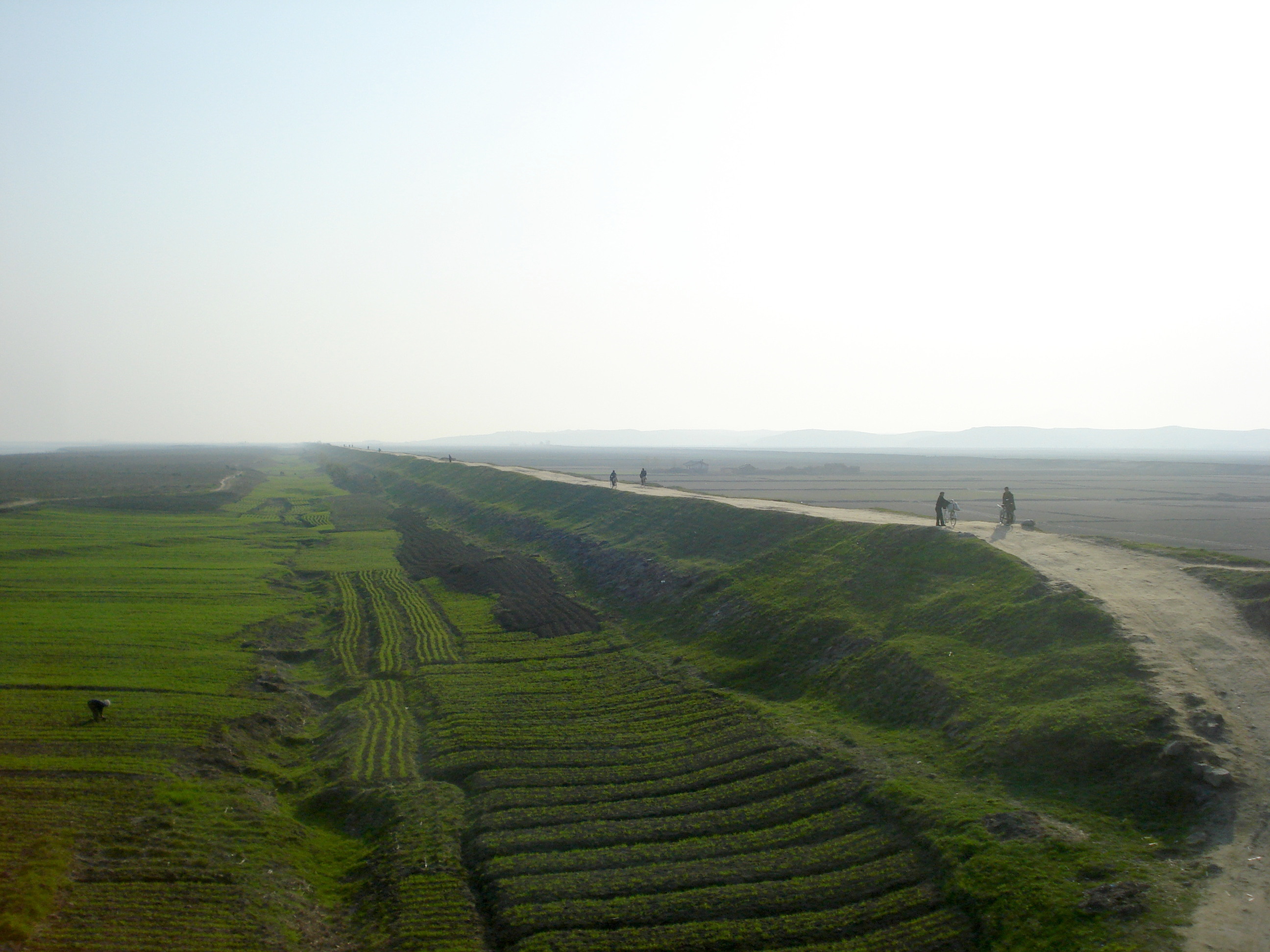
나무가 없는 조선민주주의인민공화국의 농업 풍경

조선민주주의인민공화국의 환경은 고산지대, 산림, 농지, 담수, 해양 생태계 등 다양하다.
최근 몇 년간의 조선민주주의인민공화국 환경은 위기 상태에 있다고 보고되었다.
경작, 벌목, 그리고 자연 재해로 인해 조선민주주의인민공화국의 산림이 위태로워진 것이다. 1990년대의 경제 위기로 인해 땔감과 식량이 부족해졌고, 사람들이 숲으로 눈을 돌리면서 삼림 벌채가 가속화된 것이다. 삼림 벌채가 가속화되며, 차례로 토양 침식, 토양 고갈, 그리고 홍수의 위험이 증가되었다. 이에 2012년, 조선민주주의인민공화국 정부는 나무 심기 프로그램을 추진했다. 2013년 위성 사진에 따르면, 1985년 이후 숲의 40%가 사라진 것으로 추정된다.

## 국경, 해안선 및 섬

한반도의 위성사진

조선민주주의인민공화국의 면적은 120,538 km²이며, 그 중 120,408 km²는 육지이고 130 km²는 바다이다. 이 중 1416km는 중국과, 238km는 한국과, 17.5km는 러시아와 국경을 접하고 있다.
한반도는 동북아시아 대륙에서 남쪽으로 약 1,000km(620마일)에 이른다. 조선민주주의인민공화국은 이 중 약 3분의 1인 2495km(1550마일)를 차지하고 있다. 약 3579개의 섬들이 한반도에 인접해 있으며, 대부분 남해안과 서해안을 따라 있다.
동해안의 남쪽은 동조선만의 북쪽으로 이어져 있다. 동해안은 무수단의 위쪽에서 끝나며 북쪽으로 선회해 이어진다.
최근 글로벌 원격탐사 분석에 따르면, 조선민주주의인민공화국의 갯벌 면적은 1,483km²로 21위다.

### 해양 수역 문제
조선민주주의인민공화국 정부는 해안에서 12해리(22.2km; 13.8마일)에 이르는 영해를 주장하며 해안에서 200해리(370.4km, 230.2마일) 떨어진 배타적 경제수역을 주장하고 있다. 또 해상 50해리(92.6km), 해상 200해리(370.4km 230.2m)의 해상 군사경계선은 외국 선박과 항공기의 무단 진입이 금지된 해역과 영공을 규정하고 있다.
서해 바다는 1950년대 초 유엔사령부가 그린 북방한계선(NLL)으로 조선민주주의인민공화국과 대한민국 사이에 경계를 이루고 있으나 조선민주주의인민공화국이 공식적으로 인정하지 않고 있다. 이로 인해 남북한 해군 함정 간 총 5건의 분쟁(2009년 3건, 2010년 2건)이 발생했다.

## 자원 및 토지 이용
조선민주주의인민공화국이 보유한 천연 자원에는 석탄, 석유 , 납, 텅스텐, 아연, 흑연 , 마그네사이트, 철광석, 구리, 금, 황철광, 소금, 형석 및 수력이 존재한다.

### 토지 이용
| 경작지:     | 19.5% |
| 영구 작물:  | 1.9%  |
| 영구 목초지 | 0.4%  |
| 산림        | 46.0% |
| 외:         | 32.2% |
| [ 14 ]      |       |

### 관개 토지
- 14,600 km² (2003)

### 재생 가능한 총 수자원
- 778.15 3km (2011)

### 담수 취수(국내/산업/농업)
- 합계: 8.66 km 3 /년(10%/13%/76%)
- 1인당: 360.6m 3 /년(2005년)

## 같이 보기
- 조선민주주의인민공화국의 행정 구역
- 대한민국의 지리
- 조선민주주의인민공화국의 인구순 도시 목록
- 조선민주주의인민공화국의 섬 목록
- 한국의 국립공원
- 한국의 강
- 한국의 산 목록

## 참고
- 조선민주주의인민공화국의 행정 구역
- 한국의 지리
- 북한이 밝혀지다

리스트:
- 조선민주주의인민공화국의 인구순 도시 목록
- 조선민주주의인민공화국의 섬 목록
- 한국의 호수 목록
- 한국의 국립공원 목록
- 한국의 강 목록
- 한국의 산 목록

### 인용된 서적
- Prescott, John Robert Victor; Schofield, Clive H. (2001).  Furness, Shelagh, 편집. “Undelimited Maritime Boundaries of the Asian Rim in the Pacific Ocean”. 《Maritime Briefing》 (Durham: International Boundaries Research Unit, University of Durham) 3. ISBN 978-1-897643-43-3.

## 추가 자료
- 기숙사, 라이너. 북한의 도시: 산업시설, 내부구조 및 유형화. 지문당, 2014.ISBN 978-89-6297-167-5ISBN 978-89-6297-167-5